# LaSalle Bank
De LaSalle Bank was een Amerikaanse bank, opgericht in 1927 als de National Builders Bank of Chicago. De naam werd in 1940 gewijzigd naar de LaSalle National Bank. De nieuwe naam verwees naar de belangrijke straat in Chicago waar het hoofdkwartier gevestigd was, LaSalle Street. Deze straat op zijn beurt refereert aan de Franse ontdekkingsreiziger die onder meer in Chicago actief was, René Robert Cavelier de La Salle.
In augustus 1978 werd de overname van de bank door ABN aangekondigd. ABN wilde meer Amerikaanse activiteiten, naast de bestaande kantoren in onder andere New York, maar er stonden geen banken aan de oostkust te koop. ABN richtte zich op het Midden-Westen en de keuze viel op LaSalle. Een overnamesom van US$ 82 miljoen werd afgesproken. Het was een middelgrote bank, maar wel met groeipotentie. Chicago was toen al een belangrijk industrieel centrum en de bank had veel contacten met bedrijven in de regio. Door langdurige en noodzakelijke onderhandelingen met de Amerikaanse toezichthouders duurde het tot augustus 1979 voor de overname een feit werd. Bij de overname telde LaSalle zo’n 700 werknemers, meer dan 140 filialen en had een balanstotaal van US$ 947 miljoen.
In april 2007 werd de overname van LaSalle Bank aangekondigd door Bank of America voor US$ 21 miljard. Met LaSalle verstevigde de laatste zijn positie met 400 kantoren in het Midden-Westen en als tweede bank van de Verenigde Staten. LaSalle had op dat moment 17.000 zakelijke klanten en 1,4 miljoen particuliere klanten. Bank of America maakte bij de overname bekend fors in de kosten van LaSalle te gaan snijden vooral ten koste van de werkgelegenheid bij de bank. De verkoop door ABN AMRO werd destijds gezien als een poging het overnamebod door een consortium van drie Europese banken te frustreren. De overname door Bank of America was op 1 oktober 2007 een feit en sinds 5 mei 2008 voert men de naam van de nieuwe eigenaar.